# Typhlops microstomus
Typhlops microstomus este o specie de șerpi din genul Typhlops, familia Typhlopidae, descrisă de Cope 1866. A fost clasificată de IUCN ca specie cu risc scăzut. Conform Catalogue of Life specia Typhlops microstomus nu are subspecii cunoscute.